# Yderpartiet (1984)
I George Orwells roman 1984 (originaltitel Nineteen Eighty-Four) er Partiet, der regerer Oceanien, opdelt i to grupper: Inderpartiet og Yderpartiet.
Hovedpersonen i 1984, Winston Smith, er medlem af Yderpartiet, lige som de fleste andre personer i romanen, selvom han også har en smule at gøre med et par proletarer (der normalt betragtes med foragt eller væmmelse af Parti-medlemmer). Yderpartiet repræsenterer middelklassen i Oceanien og består af bureaukrater, der udfører det meste af arbejdet i Partiet og de fire ministerier. Man kan kende medlemmerne af Yderpartiet på deres blå dragter.
Interessant nok er det måske medlemmerne af Yderpartiet, og ikke proletarerne, der har det værst af de tre klasser. De har ikke den relative personlige frihed, som proletarerne har, da de er under konstant overvågning fra Inderpartiets side, og de nyder ikke godt af de sparsomme privilegier, som Inderpartiet har, såsom rimelig god mad og gode (om end spartanske) boliger.
Goldsteins bog forklarer rationalet bag klasseskellene.

Denne artikel er en oversættelse af artiklen Outer Party på den engelske Wikipedia. Oversættelsen tager i sin sprogbrug desuden udgangspunkt i den danske udgave af 1984 (Gyldendals Tranebøger 1973), oversat af Paul Monrad.